# Elmas Mehmed Pascià
Elmas Mehmed Pascià (Doğanyurt, 1661 – Senta, 11 settembre 1697) è stato un politico e militare ottomano. Il suo epiteto Elmas significa "diamante" in lingua persiana e si riferisce alla sua famosa avvenenza.

## Primi anni
Era un turco di Doğanyurt (anticamente chiamata Hoşalay), ora nella provincia turca di Kastamonu. Suo padre era un capitano di marina (in turco: reis). Durante il regno di Mehmed IV, iniziò a lavorare per la amministrazione ottomana su richiesta personale del sultano. È stato uno dei pochi statisti ottomani che ebbe la fortuna di essere nominato ad alti incarichi mentre era ancora giovane. Durante il regno di Ahmed II, fu nominato nişancı nel 1688 e visir (ministro del governo) nel 1689.

## Gran visierato
L'Impero Ottomano aveva vissuto un periodo di sconfitte durante la Guerra austro-turca dopo il Secondo Assedio di Vienna nel 1683. Dopo l'esecuzione di Kara Mustafa Pascià, 11 Gran Visir si sono susseguiti nella carica tra il 1683 e il 1695. Elmas Mehmed Pascià fu nominato gran visir il 2 maggio 1695 dal sultano Mustafa II. Ha avuto più successo dei suoi immediati predecessori e, insieme al sultano, sconfisse l'Impero Asburgico in due battaglie: la battaglia di Lugos e la battaglia di Ulaş.
Non fu solo un capo militare. Ha anche cercato di riformare il tesoro. Uno dei problemi più importanti dell'economia ottomana del XVII secolo erano le monete svalutate. Raccolse varie monete (comprese monete europee) e coniato nuove monete d'oro e d'argento a nome di Mustafa II.

## Battaglia di Zenta e morte
La sua fortuna lo abbandonò durante la battaglia di Zenta l'11 settembre 1697. Un subordinato di Elmas Mehmed Pascià fu catturato dagli Asburgo prima della battaglia. Il principe Eugenio di Savoia, comandante delle armate Asburgiche, venne a conoscenza del piano di battaglia ottomano e gli Asburgo fecero assaltarono gli ottomani mentre l'esercito stava attraversando il ponte sul Tibisco. Elmas Mehmed ha cercato di organizzare un ritiro ordinato e ha dovuto combattere contro i soldati indisciplinati che erano in preda al panico. Fu ucciso dai suoi stessi soldati, strangolato a morte con una corda.  Due anni dopo l'Impero Ottomano dovette firmare il Trattato di Karlowitz e dovette accettare la perdita dell'Ungheria.